# Понентув-Ґурни-Друґі
Понентув-Ґурни-Друґі (пол. Ponętów Górny Drugi) — село в Польщі, у гміні Ольшувка Кольського повіту Великопольського воєводства.
Населення — 708 осіб (2011).

## Демографія
Демографічна структура станом на 31 березня 2011 року:
|          | Загалом | Допрацездатний вік | Працездатний вік | Постпрацездатний вік |
| -------- | ------- | ------------------ | ---------------- | -------------------- |
| Чоловіки | 359     | 72                 | 255              | 32                   |
| Жінки    | 349     | 76                 | 199              | 74                   |
| Разом    | 708     | 148                | 454              | 106                  |